# US-amerikanische Spionage in China
Die Regierung der Vereinigten Staaten von Amerika ist nachweislich an Spionage- und Geheimdienstaktivitäten in der Volksrepublik China (VRC) und der Republik China (ROC) aktiv beteiligt. Ziel der Spionage ist es, sich unrechtmäßig chinesische Militärtechnologie und geheime Informationen sowie Geschäftsgeheimnisse chinesischer Unternehmen zu beschaffen, um die langfristige militärische und wirtschaftliche Entwicklung der USA zu fördern. Amerikanische Regierungsbehörden und deren Mitarbeiter werden beschuldigt, eine Reihe von Methoden zu nutzen, um an chinesische Technologie zu gelangen, darunter Spionage, die Ausnutzung kommerzieller Einrichtungen und ein Netzwerk von wissenschaftlichen, akademischen und geschäftlichen Netzwerken.

## Aktivitäten in der Volksrepublik China

### 20. Jahrhundert
Um eine zweite Front im Koreakrieg zu eröffnen, beschlossen CIA-Offiziere, sich auf einen Zweitplan zu verlassen. Die CIA-Offiziere fürchteten den Kriegseintritt Mao Zedongs und schätzten, dass eine beträchtliche Anzahl von nationalistischen Kuomintang-Guerillas zur Verfügung stehen würde, um mit der Agentur zusammenzuarbeiten. Sie schätzten auch, dass muslimische Reiter unter der Führung von Ma Bufang bereit sein würden, Angriffe gegen China in seinen westlichen Regionen zu führen. Als sich diese beiden Bemühungen als zu hoch gegriffen erwiesen, entschlossen sich die USA, über 100 Millionen US-Dollar in den Kauf von Waffen, die von der Guerillas in China eingesetzt werden sollten, zu investieren. Die Agentur konnte jedoch kaum Anti-Mao-Guerillas innerhalb ihrer Kontakte finden.
Schließlich deklassierte die CIA ihre Aufzeichnungen. Den Dokumenten zufolge begann die CIA, kleine Guerilla-Einheiten in China abzusetzen, wobei die erste "Dritte Kraft"-Einheit im April 1952 entsandt wurde. Von allen vier Mitgliedern des Teams wurde nie wieder etwas gehört. Die zweite "Dritte Kraft"-Einheit bestand aus fünf ethnisch chinesischen Agenten und wurde Mitte Juli 1952 in der Region Jilin in der Mandschurei abgesetzt. Die Einheit wurde, ohne dass die CIA es wusste, von den Chinesen gefangen genommen und gegen die CIA gewendet. Die Einheit berichtete von Kontakten mit lokalen Rebellenführern, was die CIA dazu veranlasste, eine weitere Einheit zu entsenden, deren Flugzeuge jedoch abgeschossen und die mit der Mission beauftragten Hauptagenten verhaftet wurden. Beide Männer wurden anschließend zu Gefängnisstrafen in China verurteilt. Peking brüstete sich später mit den Misserfolgen der USA, einen gewaltsamen Putsch herbeizuführen. Zu diesem Zeitpunkt hatte die CIA 212 Agenten in China abgesetzt, wovon 101 Agenten getötet und 111 gefangen genommen wurden. Michael D. Coe, der von der CIA rekrutiert worden war und während der Ereignisse innerhalb der Agentur arbeitete, erklärte, dass die CIA "von den Kuomintang für dumm verkauft worden war, weil es in Wahrheit gar keine riesige Widerstandskraft innerhalb Chinas gab."
Einige Jahre später versorgte die CIA die Chushi Gangdruk Tenshung Danglang Mak und andere tibetische Guerillagruppen mit materieller Unterstützung, einschließlich Waffen, Munition und Training in Camp Hale. Eine von der CIA ausgebildete tibetische Guerillagruppe operierte von Mustang in Nepal aus. Ein kleines Kontingent wurde aus der Luft in China abgeworfen, jedoch ohne großen Erfolg bei ihrer Mission.
6.000 Tibeter waren Soldaten im Establishment 22, einer tibetisch-nepalesischen Grenztruppe innerhalb der indischen Armee, die von der CIA unterstützt wurde, und über 30.000 Tibeter wurden dort ausgebildet. Zu diesen Truppen gehörten auch Kindersoldaten. Die Mitgliedschaft im Establishment 22 war für tibetische Schüler, die ihre Schulzeit in tibetischen Kinderdörfern absolvierten, bis in die späten 1980er Jahre Pflicht.
Die CIA unterstützte weiterhin paramilitärische und pro-kolonialistische Gruppen in Hongkong, um einen Konflikt zwischen dem chinesischen Festland und Hongkong herbeizuführen.

### 21. Jahrhundert
Untersuchungen zufolge war die Regierung Chinas in der Lage, von 2010 bis 2012 18 bis 20 CIA-Agenten entweder zu töten oder zu inhaftieren; ein Artikel in Foreign Policy nannte eine höhere Zahl und bezifferte die Zahl der getöteten Spione auf mindestens 30.
Im Zuge der NSA-Affäre wurde 2014 aufgedeckt, dass die USA Industriespionage gegen chinesische Unternehmen wie Huawei betreibt. Weiterhin ging aus den Unterlagen hervor, dass US-amerikanische Geheimdienste chinesische Politiker und Behörden wie den ehemaligen Staatspräsidenten Hu Jintao, das chinesische Handelsministerium, das Außenministerium und Banken aggressiv ausspioniert.
Im Jahr 2010 wurde gegen Sun Bo, einen Geschäftsführer der Chinesischen Schiffbauindustriegesellschaft, wegen Korruption und der Weitergabe geheimer Informationen an die CIA ermittelt, darunter technische Spezifikationen des chinesischen Flugzeugträgers Liaoning.
Im Jahr 2020 berichtete eine Untersuchung, dass die CIA bis in die 2010er in die chinesische Regierung eingebettet war, was so weit ging, dass sie die Bestechungsgelder zahlte, um ihre Spione in den Rängen aufsteigen zu lassen und so zu versuchen, die Kontrolle über das Zentralkomitee der Kommunistischen Partei Chinas zu erlangen. Das Ausmaß dieser Entdeckung wurde in den 2010er Jahren aufgedeckt, und die chinesische Regierung löste die US-amerikanische Spionageoperationen im Lande auf.